# 12th Planet
12th Planet (echter Name John Dadzie, auch bekannt als Infiltrata; * 7. Juni 1982 in Los Angeles, Kalifornien) ist ein US-amerikanischer DJ und Musikproduzent in den Stilrichtungen Dubstep, Electro und Jungle. Er trat unter anderem bei Coachella, beim Electric Daisy Carnival und beim Ultra Music Festival auf und ist einer der ersten wichtigen US-amerikanischen Dubstep-Interpreten.

## Biografie
Dadzie wuchs in Los Angeles auf. Nach der Highschool gründete er gemeinsam mit DJ Lith das Label Imperial Recordings. 2006 fing er an, als Infiltrata selber elektronische Musik zu produzieren, damals vorwiegend Drum & Bass. Noch im selben Jahr änderte er seinen Künstlernamen zu 12th Planet um und beschäftigte sich intensiver mit Dubstep. Ab 2007 arbeitete er dann regelmäßig mit Skrillex zusammen. Dieser bezeichnete ihn während eines gemeinsamen Live-Auftritts als seinen Mentor. Neben Skrillex kollaborierte 12th Planet auch schon unter anderem mit Künstlern wie Doctor P, Datsik und Skream.
Der Name von 12th Planet ist an Zecharia Sitchins Buch 12th Planet angelehnt.

## Diskografie
EPs/Singles
- 28 Hours Later (2008)
- Smokescreen (2008)
- Ptera Patrick (2008)
- Control (mit Emu; 2008)
- 68 / Be Blatant (2008)
- Spliff Politics (2008)
- Element 16 (Sulfur) (2008)
- Tonka (2008)
- C-Sick / Are Ya Feelin (mit Emu; 2009)
- Texx Mars (mit Datsik; 2009)
- Dubsteppers for Haiti Volume 3 (2010)
- SMOG Scion CD Sampler V.30 (2010)
- Reasons (2010)
- Westside Dub (mit Plastician; 2011)
- Purple & Gold (mit Antiserum; 2011)
- Lootin 92 (mit SPL; 2011)
- Who Are We? (2011)
- The End Is Near (2012)
- The End (2012)

Als Feature
- Needed Change (Skrillex feat. 12th Planet; 2010)
- Right On Time (Skrillex feat. 12th Planet & Kill the Noise; 2011)
- Way Too Far (Korn feat. 12th Planet & Flinch)